# Natação nos Jogos Pan-Americanos de 2011 - Revezamento 4x200 m livre masculino
As competições do revezamento 4x200 metros livre masculino da natação nos Jogos Pan-Americanos de 2011 foram realizadas no dia 19 de outubro no Centro Aquático Scotiabank, em Guadalajara.

## Medalhistas
|  | USA Estados Unidos                                                                                                |  | BRA Brasil                                                                                              |  | VEN Venezuela                                                                                              |
|  | Conor Dwyer Douglas Robison Charles Houchin Matt Patton Daniel Madwed Ryan Feeley Rexford Tullius Robert Margalis |  | André Schultz Nicolas Oliveira Leonardo de Deus Thiago Pereira Giuliano Rocco Lucas Kanieski Diogo Yabe |  | Daniele Tirabassi Cristian Quintero Crox Acuña Marcos Lavado Eddy Marín Ricardo Monasterio Alejandro Gómez |

## Recordes
Antes desta competição, os recordes mundiais e olímpicos da prova eram os seguintes:
| Tipo                             | Atleta         | Tempo   | Local          | Data                | Ref |
| -------------------------------- | -------------- | ------- | -------------- | ------------------- | --- |
|                                  | Estados Unidos | 6m58s55 | Roma           | 31 de julho de 2009 | ver |
| Recorde dos Jogos Pan-Americanos | Brasil         | 7m12s27 | Rio de Janeiro | 17 de julho de 2007 | ver |

## Resultados

### Eliminatórias
| Pos. | Raia | Nadadores                                                             | País               | Tempo   | Obs. |
| ---- | ---- | --------------------------------------------------------------------- | ------------------ | ------- | ---- |
| 1    | 4    | Daniel Madwed Ryan Feeley Rexford Tullius Robert Margalis             | USA Estados Unidos | 7:27.09 | Q    |
| 2    | 5    | Giuliano Rocco Lucas Kanieski Diogo Yabe Leonardo de Deus             | BRA Brasil         | 7:37.89 | Q    |
| 3    | 2    | Fernando González Gerardo Bañuelos Daniel Delgadillo Gustavo Berretta | MEX México         | 7:38.74 | Q    |
| 4    | 3    | Crox Acuña Eddy Marín Ricardo Monasterio Alejandro Gómez              | VEN Venezuela      | 7:39.64 | Q    |
| 5    | 1    | Mauricio Fiol Jesús Monge Sebastián Jahnsen Gerardo Huidobro          | PER Peru           | 7:51.08 | Q    |
| 6    | 8    | Frederico Grabich Esteban Paz Martín Naidich Juan Martín Pereyra      | ARG Argentina      | 7:54.27 | Q    |
| 7    | 7    | Francis Despond Ashton Baumann Jacob Armstrong Warren Barnes          | CAN Canadá         | 8:06.09 | Q    |
| 8    | 6    | Genaro Prono Renato Prono José Lobo Charles Hockin                    | PAR Paraguai       | 8:13.03 | Q    |

### Final
| Pos.              | Raia | Nadadores                                                               | País               | Tempo     | Obs. |
| ----------------- | ---- | ----------------------------------------------------------------------- | ------------------ | --------- | ---- |
| Medalha de ouro   | 4    | Conor Dwyer Douglas Robison Charles Houchin Matthew Patton              | USA Estados Unidos | 7:15.07   |      |
| Medalha de prata  | 5    | André Schultz Nicolas Oliveira Leonardo de Deus Thiago Pereira          | BRA Brasil         | 7:21.96   |      |
| Medalha de bronze | 6    | Daniele Tirabassi Cristian Quintero Crox Acuña Marcos Lavado            | VEN Venezuela      | 7:23.41   |      |
| 4                 | 7    | Juan Martín Pereyra Martín Naidich Esteban Paz Federico Grabich         | ARG Argentina      | 7:36.37   |      |
| 5                 | 3    | Gerardo Bañuelos Fernando González Arturo Pérez Vertti Gustavo Berretta | MEX México         | 7:37.77   |      |
| 6                 | 1    | Francis Despond Rory Biskupski Lyam Dias Ashton Baumann                 | CAN Canadá         | 7:50.85   |      |
| 7                 | 8    | Charles Hockin Renato Prono José Lobo Benjamin Hockin                   | PAR Paraguai       | 7:54.78   |      |
| 99 !              | 2    | Jesús Monge Mauricio Fiol Sebastián Jahnsen Gerardo Huidobro            | PER Peru           | 9:99.99 ! | DSQ  |

Legenda
| Recorde mundial                  | Recorde mundial (World record)               |                       | Recorde africano                      | Recorde africano (African) |                                           | Q | Classificado por posição (Qualified) |
| Recorde dos Jogos Pan-Americanos | Recorde pan-americano (Pan-American record)  | Recorde da América    | Recorde da América (Americas)         | q                          | Classificado por melhor tempo (Qualified) |   |                                      |
| Melhor marca do ano              | Melhor marca do ano (World leading)          | Recorde asiático      | Recorde asiático (Asian)              | DNS                        | Não largou (Did not start)                |   |                                      |
| Recorde nacional                 | Recorde nacional (National record)           | Recorde europeu       | Recorde europeu (European)            | DNF                        | Não terminou (Did not finish)             |   |                                      |
| Recorde pessoal                  | Recorde pessoal do atleta (Personal best)    | Recorde da Oceania    | Recorde da Oceania (Oceania)          | DSQ / DQ                   | Desclassificado (Disqualified)            |   |                                      |
| Recorde da temporada             | Recorde da temporada do atleta (Season best) | Recorde sul-americano | Recorde sul-americano (South America) | NM                         | Sem marca (No mark)                       |   |                                      |